# Maniów (województwo małopolskie)
Maniów – wieś w Polsce, położona w województwie małopolskim, w powiecie dąbrowskim, w gminie Szczucin.
W latach 1975–1998 miejscowość administracyjnie należała do województwa tarnowskiego.
| SIMC    | Nazwa           | Rodzaj    |
| ------- | --------------- | --------- |
| 0830836 | Maniów Dolny    | część wsi |
| 0830842 | Maniów Górny    | część wsi |
| 0830859 | Maniów Środkowy | część wsi |
| 0830865 | Zamysowie       | część wsi |

## Oświata
W Maniowie znajduje się Zespół Szkolno-Przedszkolny.